# 西浜直敏
西浜 直敏（にしはま なおとし）は、日本のフィギュアスケート選手（アイスダンス）。パートナーは石川洋子、原田儀子。
1968年全日本フィギュアスケート選手権優勝。

## 経歴
1967年、原田儀子とカップルを組み出場した全日本ジュニア選手権で2位に入る。1968年、石川洋子とカップルを組み直し出場した全日本選手権で初優勝を果たす。

## 主な戦績
- 1967-68シーズンは原田儀子とカップル。
- 1968-69シーズンは石川洋子とカップル。

| 大会/年              | 1967-68 | 1968-69 |
| -------------------- | ------- | ------- |
| 全日本選手権         |         | 1       |
| 全日本ジュニア選手権 | 2       |         |